# Cross City
Cross City ist eine Stadt und zudem der County Seat des Dixie County im US-Bundesstaat Florida. Das U.S. Census Bureau hat bei der Volkszählung 2020 eine Einwohnerzahl von 1.689 ermittelt. 

## Geographie
Cross City liegt rund 140 km südöstlich von Tallahassee und rund 180 km südwestlich von Jacksonville.

## Demographische Daten
Laut der Volkszählung 2010 verteilten sich die damaligen 1728 Einwohner auf 845 Haushalte. Die Bevölkerungsdichte lag bei 352,7 Einw./km². 69,6 % der Bevölkerung bezeichneten sich als Weiße, 27,5 % als Afroamerikaner, 0,2 % als Indianer und 0,4 % als Asian Americans. 0,2 % gaben die Angehörigkeit zu einer anderen Ethnie und 2,0 % zu mehreren Ethnien an. 1,9 % der Bevölkerung bestand aus Hispanics oder Latinos.
Im Jahr 2010 lebten in 33,3 % aller Haushalte Kinder unter 18 Jahren sowie 30,2 % aller Haushalte Personen mit mindestens 65 Jahren. 65,4 % der Haushalte waren Familienhaushalte (bestehend aus verheirateten Paaren mit oder ohne Nachkommen bzw. einem Elternteil mit Nachkomme). Die durchschnittliche Größe eines Haushalts lag bei 2,42 Personen und die durchschnittliche Familiengröße bei 3,02 Personen.
27,9 % der Bevölkerung waren jünger als 20 Jahre, 21,7 % waren 20 bis 39 Jahre alt, 26,0 % waren 40 bis 59 Jahre alt und 24,4 % waren mindestens 60 Jahre alt. Das mittlere Alter betrug 40 Jahre. 45,6 % der Bevölkerung waren männlich und 44,4 % weiblich.
Das durchschnittliche Jahreseinkommen lag bei 38.177 $, dabei lebten 24,1 % der Bevölkerung unter der Armutsgrenze.
Im Jahr 2000 war Englisch die Muttersprache von 98,92 % der Bevölkerung, spanisch sprachen 0,84 % und 0,24 % sprachen deutsch.

## Verkehr
Cross City wird auf einer gemeinsamen Trasse von den U.S. Highways 19, 27 und 98 durchquert.

## Kriminalität
Die Kriminalitätsrate lag im Jahr 2010 mit 134 Punkten (US-Durchschnitt: 266 Punkte) im niedrigen Bereich. Es gab drei Raubüberfälle, fünf Einbrüche, 24 Diebstähle und einen Autodiebstahl.